# Дъглас (Уайоминг)
Вижте пояснителната страница за други значения на Дъглас.
Дъглас (на английски: Douglas) е град в окръг Кънвърс, щата Уайоминг, САЩ. Дъглас е с население от 5288 жители (2000) и обща площ от 13,6 km². Намира се на 1474 m надморска височина. ЗИП кодът му е 82633, а телефонният му код е 307.